# Delen door nul
Delen door nul is bij het gewone rekenen als bewerking niet toegestaan. Het gaat om een deling waarbij de deler het getal nul is. Er kan met gewoon rekenen geen zinnige betekenis worden gegeven aan het resultaat van delen door nul. Het is in de wiskunde in bepaalde gevallen met limieten of andere talstelsels wel mogelijk een zinvolle betekenis aan delen door nul te geven. 
George Berkeley uit Ierland was in 1634 een van de eersten die erover schreef dat delen door nul onmogelijk is.
Een ezelsbruggetje om te onthouden dat de bewerking niet mag is delen door nul is flauwekul.

## Rekenkunde en algebra
Bij het gewone rekenen kan de deling {\displaystyle a/0}, waarbij {\displaystyle a} een gewoon getal is, niet worden uitgerekend en is de uitkomst in feite onbepaald. Stel namelijk dat {\displaystyle a\neq 0} en dat het getal {\displaystyle b} het resultaat is van de deling, dus {\displaystyle a/0=b}, dan geldt {\displaystyle b\cdot 0=a}, terwijl het vermenigvuldigen van een getal met 0 altijd 0 als resultaat geeft. 
Men kan zich nu nog afvragen of er een zinnige uitkomst bestaat voor 0 gedeeld door 0. Stel dat het resultaat het getal {\displaystyle b} is, dus {\displaystyle 0/0=b}. Dan geldt {\displaystyle b\cdot 0=0}, maar dit is een relatie die voor ieder getal opgaat, dus kan {\displaystyle b} willekeurig worden gekozen en is er geen duidelijke reden om een specifieke waarde voor het getal {\displaystyle b} te kiezen. De conclusie is dat het delen van 0 door 0 geen zinnige betekenis heeft.
Het kan ook anders worden gezegd. De normale rekenkundige regels voor rationale getallen, reële getallen en complexe getallen laten delen door 0 niet toe. De reden ligt in de definitie van het delen als de inverse bewerking van het vermenigvuldigen. Dit betekent dat {\displaystyle a/b} wordt geïnterpreteerd als {\displaystyle a\cdot b^{-1}}, waarin {\displaystyle b^{-1}} door de relatie is bepaald:
{\displaystyle b\cdot b^{-1}=1}
0 is voor de vermenigvuldiging een absorberend element, dus is er voor {\displaystyle b=0} geen enkel getal {\displaystyle c}, dat aan de relatie {\displaystyle bc=1} kan voldoen. Dat betekent dat {\displaystyle b=0} voor vermenigvuldigen geen inverse heeft, dus dat {\displaystyle 0^{-1}} niet is gedefinieerd.
Voor alle andere getallen {\displaystyle b} uit de getallenverzamelingen die hierboven zijn vermeld, bestaat de inverse {\displaystyle b^{-1}} wel en is de uitdrukking {\displaystyle a/b} gedefinieerd.

## Limieten en deling door nul

Voorstelling van een limiet naar oneindig

Delen van een getal {\displaystyle a} door een getal {\displaystyle b} komt neer op het vermenigvuldigen van {\displaystyle a} met {\displaystyle 1/b}. Als {\displaystyle 0<b<1}, dan is {\displaystyle 1/b>1}. Hoe kleiner {\displaystyle b} wordt, hoe groter {\displaystyle 1/b} wordt. In de limiet als {\displaystyle b} naar 0 nadert, wordt {\displaystyle 1/b} groter dan elk getal, dus is onbepaald. De uitkomst van het delen van een positief getal door een getal groter dan –1, maar kleiner dan en niet gelijk aan 0, levert vergelijkbare, maar negatieve, resultaten op.
Op het eerste gezicht lijkt het een goed idee om {\displaystyle {a \over 0}} te definiëren als de limiet van {\displaystyle {a \over b}} voor {\displaystyle b} gaat naar 0. Voor elke {\displaystyle a>0} geldt dat
{\displaystyle \lim _{b\downarrow 0}{a \over b}=+\infty }
en
{\displaystyle \lim _{b\uparrow 0}{a \over b}=-\infty }
Daaruit blijkt dat de gezochte limiet niet bestaat en het oorspronkelijke idee niet uitvoerbaar is.
Limieten van de vorm
{\displaystyle \lim _{x\to 0}{f(x) \over g(x)}}
waarin zowel {\displaystyle f(x)} als {\displaystyle g(x)} naar nul gaan, als {\displaystyle x} naar nul gaat, kunnen naar iedere mogelijke waarde convergeren of helemaal niet convergeren. De regel van l'Hôpital geeft uitkomst voor het berekenen van limieten van breuken waarin de teller en de noemer naar nul gaan.

## Functionaalanalyse
In de functionaalanalyse kan de functie
{\displaystyle {1 \over x}}
behalve voor de 'waarde' van {\displaystyle x=0} door van Cauchy-hoofdwaarden gebruik te maken tot een distributie over de gehele ruimte van reële getallen worden uitgebreid.

## Andere structuren
Hoewel delen door nul onbepaald is voor reële en gehele getallen, is het mogelijk om delen door nul consistent te definiëren in andere wiskundige structuren, bijvoorbeeld op de riemann-sfeer. Een singulariteit wordt opgeheven door de definitie ruimer te stellen. Bij berekeningen met hyperreële getallen en surreële getallen is deling door niet-nul infinitesimalen mogelijk.

## Computers
De IEEE 754-standaard specifieert dat elke rekenkundige bewerking met zwevendekommagetallen, dus ook deling door nul, een bepaald resultaat moet hebben. Volgens die regels is {\displaystyle a/0} positief oneindig als {\displaystyle a} positief is, negatief oneindig als {\displaystyle a} negatief is, en NaN, not a number, als {\displaystyle a=0}. Deze definities zijn afgeleid van de eigenschappen van de limieten die hierboven zijn besproken. De IEEE 754-standaard is de meest gebruikte specificatie en wordt onder andere door processors van Intel en in MATLAB gebruikt. Het gebruikelijke gevolg is dat het programma afbreekt op de plaats waar door nul wordt gedeeld.